# Parque Continental (Guarulhos)
Parque Continental é um conjunto de vizinhanças localizado entre os bairros administrativos de Cabuçu, Morros e Picanço, pertencentes ao município de Guarulhos, na Grande São Paulo, Brasil. 

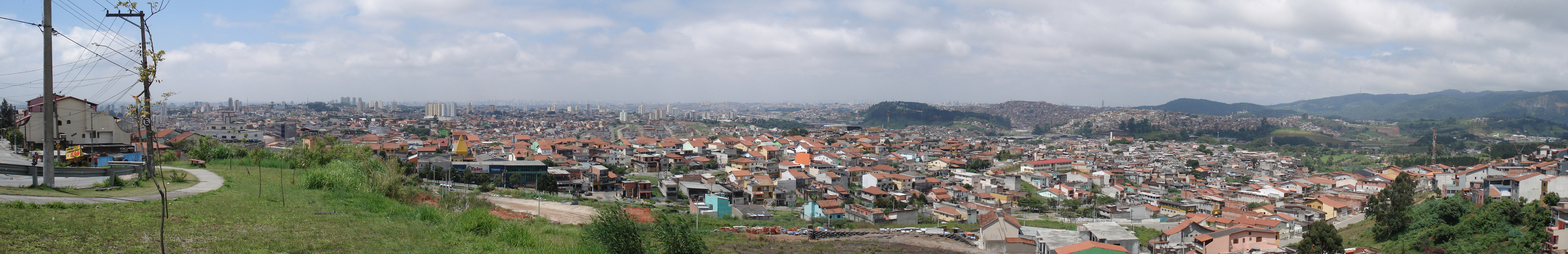
Mirante do Continental em primeiro plano, em seguida o Parque Continental I e a Zona Norte de São Paulo, ao fundo a Serra da Cantareira e partes da Zona Norte e Central de São Paulo.

É divido nos seguintes loteamentos ou glebas: 
- Parque Continental I  (Próximo de Jardim Renzo), em Cabuçu e Picanço.
- Parque Continental II  (Próximo de Jardim Betel), em Cabuçu e Picanço.
- Parque Continental III (Próximo de Jardim Cambará), em Cabuçu.
- Parque Continental IV (Próximo de Jardim Valéria e Jardim Itapoã), em Morros.
- Parque Continental V (Próximo de Jardim Adriana) em Cabuçu e Morros.

As vizinhanças possuem perfis residenciais de classes médias baixas e médias.
Possuem o ponto mais alto na área urbana de Guarulhos, atingindo 889m de altitude no Continental II (Cabuçu). Famoso por abrigar o Parque Linear Transguarulhense no Parque Continental II/Jardim Betel, entre Cabuçu e Picanço.
Nas vizinhanças circulam as linhas de ônibus com destino ao Tucuruvi, Armênia, Penha, em São Paulo, e para Centro, Vila Galvão e Taboão dentro de Guarulhos. 